# François Nicolas Fagel
François Nicolas Baron Fagel (3 de fevereiro de 1655, em Nijmegen - 23 de fevereiro de 1718, em Sluis) foi um general de infantaria servindo a Holanda dos Habsburgos. Ele era sobrinho de Gaspar Fagel e foi conhecido por sua participação em várias derrotas francesas em Fleurus em 1690, Mons, cerco de Namur, Ramillies e Malplaquet. Ele também lutou no exército português e participou da captura de Valência e Albuquerque..